# Véronique Nordey
Pour les articles homonymes, voir Nordey.
Véronique Nordey, née le 15 juin 1939 à Paris et morte le 29 novembre 2017, à Lyon, est une actrice française.

## Biographie
Après une carrière de comédienne, Véronique Nordey est devenue professeur d'art dramatique. Elle est, à partir de 2014, artiste associée au Théâtre national de Strasbourg.
Elle meurt à Lyon des suites d’un cancer.

### Vie privée
Divorcée de Jean-Pierre Mocky (avec lequel elle a tourné plusieurs films), Véronique Nordey est la mère du comédien et metteur en scène Stanislas Nordey et de Garance Dor, comédienne, dramaturge et plasticienne, fille de Jacques Dor.

## Théâtre
- 1955 : Une maison de poupée d'Henrik Ibsen, tournée Herbert
- 1956 : Le Bal des voleurs de Jean Anouilh, mise en scène Gérard Guillaumat, Comédie de Saint-Étienne puis théâtre des Célestins
- 1957 : Les Affreux, théâtre de la Huchette
- 1963 : Les Officiers de Jakob Michael Reinhold Lenz, mise en scène Jean Tasso, théâtre Récamier
- 1978 : Les Travailleurs de la nuit d'Alain Meilland et Maurice Frot, mise en scène Alain Meilland, Printemps de Bourges
- 2001 : Violences : Âmes et Demeures et Corps et tentations de Didier-Georges Gabily, mise en scène Stanislas Nordey, Théâtre national de la Colline
- 2006 : Électre d'Hugo von Hofmannsthal, mise en scène Stanislas Nordey, Théâtre national de Bretagne
- 2006 : Pelléas et Mélisande de Maurice Maeterlinck, mise en scène Jean-Christophe Saïs, Comédie de Reims
- 2007 : Électre d'Hugo von Hofmannsthal, mise en scène Stanislas Nordey, Théâtre national de la Colline
- 2007 : Incendies de Wajdi Mouawad, mise en scène Stanislas Nordey, Théâtre national de Bretagne
- 2008 : Nouvelle vague et rivage de Garance Dor, Ménagerie de verre
- 2008 : Das System (Le Système) de Falk Richter, mise en scène Stanislas Nordey, Festival d'Avignon puis Théâtre national de Bretagne
- 2008 : Incendies de Wajdi Mouawad, mise en scène Stanislas Nordey, Théâtre national de Bretagne puis Théâtre national de la Colline
- 2010 : Les Justes d'Albert Camus, mise en scène Stanislas Nordey, Théâtre national de Bretagne, Théâtre national de la Colline, Théâtre des Treize Vents et TNP-Villeurbanne
- 2011 : Des femmes : Les Trachiniennes, Antigone et Electre de Sophocle, mise en scène Wajdi Mouawad, Festival d'Avignon puis Théâtre Nanterre-Amandiers
- 2012 : Bright Room de Tony Kushner, mise en scène Hillary Keegin, espace Confluences
- 2012 : Incendies de Wajdi Mouawad, mise en scène Stanislas Nordey, espace Malraux de Chambery
- 2013 : Par les villages, de Peter Handke, mis en scène par Stanislas Nordey, Festival d'Avignon, Théâtre national de la Colline
- 2014 : Des Femmes, mise en scène Wajdi Mouawad au Liban
- 2015 : Affabulazione de Pier Paolo Pasolini, mis en scène Stanislas Nordey[5]

## Filmographie

### Cinéma
- 1957 : Les Sorcières de Salem de Raymond Rouleau : Mercy Lewis
- 1959 : La Tête contre les murs de Georges Franju
- 1959 : Les Dragueurs de Jean-Pierre Mocky : la bobby-soxer
- 1960 : Un couple de Jean-Pierre Mocky : Véronique
- 1962 : Snobs ! de Jean-Pierre Mocky : Sarah
- 1963 : Un drôle de paroissien de Jean-Pierre Mocky : Françoise Lachaunaye
- 1964 : La Cité de l'indicible peur (La Grande Frousse) de Jean-Pierre Mocky : Livina
- 2004 : Innocence de Lucile Hadžihalilović : l'intendante du château
- 2005 : Entre ses mains d'Anne Fontaine : Mme Kessler
- 2009 : Sois sage de Juliette Garcias : Yvette
- 2011 : Les Adieux à la Reine de Benoît Jacquot : Madame Tournon
- 2018 : Le Collier rouge de Jean Becker : le vieille dame

### Télévision
- 1958 : Les Cinq Dernières Minutes, épisode Réactions en chaîne de Claude Loursais : Blanche
- 1972 : Pont dormant de Fernand Marzelle (feuilleton)
- 1974 : Les Enquêtes du commissaire Maigret, épisode Maigret et la grande perche de Claude Barma : la concierge
- 1977 : Dossier danger immédiat (Épisode "Microcrocus petroleum") de Claude Barma : la concierge